# 胡漢蒼
胡漢蒼（越南语：／?，？—？），《明實錄》和《明史》稱之為胡，是越南胡朝的末代皇帝，1401年至1407年在位。

## 生平
胡漢蒼是胡季犛的次子，為陳藝宗的妹徽寧公主所生。在胡季犛專權期間，胡漢蒼任攝太傅一職。1400年其父胡季犛篡奪陳朝的皇位，建立胡朝；但遭到眾多陳朝遺臣的反對，被迫於次年禪位給了擁有陳朝皇室血統的胡漢蒼，胡漢蒼尊父為太上皇，改元紹聖，並以同父異母兄胡元澄為左相國。次年胡朝出兵攻打占城。1403年，明朝冊封胡漢蒼為「安南國王」。
1406年，明成祖派遣軍隊進攻胡朝。1407年，明軍在鹹子關之戰大敗胡軍，攻破都城清化。胡漢蒼與父季犛遁走，胡漢蒼與胡朝的眾多大臣於高望山（位於今越南河靜省奇英縣）被俘，胡朝滅亡。
胡漢蒼與父季犛、兄元澄被俘後押至金陵，此後的結局是未知的。一說到金陵後與父季犛同被殺死，一說胡漢蒼因善於使用火器而獲得赦免，與兄胡元澄同被明朝授予官職。

## 家眷

### 妻妾
- 獻嘉皇后陳氏[3]

### 子女
- 皇太子 胡芮[4]

### 引用
1. ↑  .   [2011-12-15]. （原始内容存档于2013-11-09）.
2. ↑  《越南通史》 郭振鐸、張笑梅 主編 中國人民大學出版社 ISBN 7-300-03402-0
3. ↑  《大越史記全書》本紀卷八，479頁
4. ↑  《國榷》